# زیپراسیدون
زیپراسیدون (Ziprasidone) دارویی متعلق به گروه داروهای ضدروان‌پریشی است و در درمان بیماری اسکیزوفرنی کاربرد دارد. از این دارو برای درمان دوره‌های شیدایی و مختلط در اختلال دوقطبی نوع یک و همچنین به عنوان درمان کمکی در کنار لیتیم یا والپروات سدیم در درمان نگه‌دارندهٔ اختلال دوقطبی نوع یک استفاده می‌شود.
در صورت مصرف با غذا جذب دارو بهتر می‌شود.
شایع‌ترین عوارض این دارو خواب‌آلودگی، سردرد، تهوع، احساس گیجی و سبکی سر است. اما این دارو باعث افزایش وزن یا افزایش پرولاکتین نمی‌شود. یکی از عوارض دیگر زیپراسیدون افزایش فاصله QT در نوار قلب است؛ بنابراین لازم است که بیمار در صورت داشتن مشکل قلبی، پزشک خود را از این مسئله آگاه کند. این دارو برای اثر مفید به ۴ تا ۶ هفته زمان نیاز دارد.